# Svenska Varv
Svenska Varv AB war eine staatseigene Aktiebolag in Schweden, die 1977 geschaffen wurde, um die in schwerer Krise befindliche schwedische Werftindustrie zu konsolidieren.

## Werftenverbund
Der in der Svenska Varv zusammengefasste Werftenverbund bestand zunächst aus den zuvor privaten und eigenständigen Betrieben Götaverken (mit Finnboda), Uddevallavarvet und Karlskronavarvet. In der Folge kamen auch noch Eriksberg, Kockums und Öresundsvarvet hinzu. Mit der schrittweisen Übernahme dieser großen schwedischen Werften begann eine grundlegende Umstrukturierung und Betriebsschließung. Eriksberg und Lindholmen wurde nahezu sofort geschlossen. Die Öresundsvarvet in Landskrona mit ihren 1800 Arbeitsplätzen wurde 1981 stillgelegt, während Götaverken und Kockums noch bis gegen Ende der 1980er Jahre betrieben wurden, wenn auch bei ständiger Reduzierung ihrer Belegschaft. Auch die große Uddevallawerft wurde im Zusammenhang mit der Beendigung staatlicher Finanzhilfen für den Schiffbau im Jahre 1986 geschlossen.

## Umbau zum Rüstungsbetrieb
1987, nachdem die meisten Werften verkauft oder geschlossen worden waren, änderte die Gesellschaft ihren Namen in Celsius Industrier AB und wurde ein Rüstungsbetrieb. Celsius wurde im Jahr 1991 mit Försvarets Fabriksverk vereinigt, einem Hersteller von Munition und anderem Militärbedarf, und wurde teilweise von der 1984 durch die Zusammenlegung von Bofors und KemaNobel gebildete Nobel Industrier AB gekauft.

## Privatisierung
1993 wurde Celsius an die Börse gebracht; der Staat behielt eine Minderheitsbeteiligung von rund 25 Prozent. 1995 wurde der Firmenname in Celsius AB gekürzt. Im Februar 2000 erwarb Saab die Celsius AB, und damit auch deren Tochter Bofors. Die Sparte der Schweren Waffen (Kanonen etc.) wurde noch im September 2000 an die United Defense Industries in Arlington, Virginia, verkauft. Nur noch das Lenkflugkörper-Geschäft verblieb bei Saab und wird nun unter der heutigen Bezeichnung Saab Bofors Dynamics geführt.